# Оклај
Оклај је насељено мјесто и сједиште општине Промина, у Шибенско-книнској жупанији, Република Хрватска.

## Географија
Налази се око 14 км сјеверозападно од Дрниша, а од Книна око 15 км југозападно.

## Историја
Насеље се до територијалне реорганизације у Хрватској налазило у саставу некадашње велике општине Дрниш. Оклај се од распада Југославије до августа 1995. године налазио у Републици Српској Крајини.

## Становништво
Према попису из 1991. године, насеље Оклај је имало 485 становника. Према попису становништва из 2001. године, Оклај је имао 401 становника. Према попису становништва из 2011. године, насеље Оклај је имало 469 становника.
| Демографија | Демографија | Демографија |
| Година      | Становника  | Становника  |
| ----------- | ----------- | ----------- |
| 1961.       | 804         |             |
| 1971.       | 704         |             |
| 1981.       | 531         |             |
| 1991.       | 485         |             |
| 2001.       | 401         |             |
| 2011.       |             | 469         |

## Попис 1991.
На попису становништва 1991. године, насељено место Оклај је имало 485 становника, следећег националног састава:
| Попис 1991.‍  | Попис 1991.‍  | Попис 1991.‍ | Попис 1991.‍ | Попис 1991.‍ |
| ------------ | ------------ | ----------- | ----------- | ----------- |
|              |              |             |             |             |
| Хрвати       | Хрвати       |             | 462         | 95,25%      |
| Албанци      | Албанци      |             | 5           | 1,03%       |
| Срби         | Срби         |             | 4           | 0,82%       |
| Југословени  | Југословени  |             | 2           | 0,41%       |
| Словенци     | Словенци     |             | 2           | 0,41%       |
| Немци        | Немци        |             | 1           | 0,20%       |
| неопредељени | неопредељени |             | 9           | 1,85%       |
| укупно: 485  |              |             |             |             |